# Panethit
Panethit ist ein sehr selten vorkommendes Mineral aus der Mineralklasse der „Phosphate, Arsenate und Vanadate“ mit der chemischen Zusammensetzung (Na,Ca,K)1-x(Mg,Fe2+,Mn)PO4 (auch (Na,Ca,K)2(Mg,Fe2+,Mn2+)2[PO4]2). Panethit ist damit chemisch gesehen hauptsächlich ein Natrium-Magnesium-Phosphat. Die in den runden Klammern zusätzlich angegebenen Elemente Calcium und Kalium beziehungsweise zweiwertiges Eisen und Mangan können in der Formel allerdings jeweils einen Teil des Natriums beziehungsweise Magnesiums diadoch ersetzen (substituieren), stehen jedoch immer im selben Mengenverhältnis zu den anderen Bestandteilen des Minerals.
Panethit kristallisiert im monoklinen Kristallsystem, konnte bisher aber nur in Form winziger, unregelmäßiger Körner bis etwa einen Millimeter Größe gefunden werden. Das durchsichtige und braungelbe bis bernsteinfarbige Mineral zeigt auf den Oberflächen einen glasähnlichen Glanz. Dessen Strichfarbe konnte allerdings aufgrund der geringen Probengröße bisher nicht ermittelt werden.
Bisher konnte Panethit ausschließlich als Bestandteil von Meteoriten nachgewiesen werden.

## Etymologie und Geschichte
Panethit wurde erstmals zusammen mit Brianit bei der Untersuchung des Eisenmeteoriten Dayton aus der Gruppe der Oktaedrite mit der Klassenbezeichnung IAB-sLH entdeckt, der 1892 mit einem vermuteten Gesamtgewicht von 26,3 kg nahe der gleichnamigen Stadt im Montgomery County des US-Bundesstaates Ohio gefunden worden war. Die Analyse und Erstbeschreibung erfolgte durch Louis H. Fuchs, E. Olsen und Edward P. Henderson (1898–1992), die das Mineral nach dem Meteoritenforscher Friedrich Adolf „Fritz“ Paneth (1887–1958) benannten.
Fuchs, Olsen und Henderson reichten ihre Untersuchungsergebnisse und den gewählten Namen 1966 bei der International Mineralogical Association (interne Eingangs-Nr. der IMA: 1966-035 ein), die den Panethit als eigenständige Mineralart anerkannte. Die Publikation der Erstbeschreibung folgte ein Jahr später im Fachmagazin Geochimica et Cosmochimica Acta.
Das Typmaterial des Minerals soll im National Museum of Natural History in Washington, D.C. (USA) unter der Katalog-Nr. 1506 hinterlegt sein, was allerdings durch den Typmineral-Katalog der IMA bisher nicht bestätigt wurde.

## Klassifikation
Bereits in der veralteten 8. Auflage der Mineralsystematik nach Strunz gehörte der Panethit zur Mineralklasse der „Phosphate, Arsenate und Vanadate“ und dort zur Abteilung der „Wasserfreien Phosphate, Arsenate und Vanadate ohne fremde Anionen“ (Große Kationen und andere), wo er zusammen mit Stanfieldit und Brianit die „Stanfieldit-Brianit-Gruppe“ mit der System-Nr. VII/A.04 bildete.
Im Lapis-Mineralienverzeichnis nach Stefan Weiß, das sich aus Rücksicht auf private Sammler und institutionelle Sammlungen noch nach dieser alten Form der Systematik von Karl Hugo Strunz richtet, erhielt das Mineral die System- und Mineral-Nr. VII/A.05-30. In der „Lapis-Systematik“ entspricht dies der ebenfalls der Abteilung „Wasserfreie Phosphate [PO4]3−, ohne fremde Anionen“, wobei in den Gruppen VII/A.02 bis VII/A.05 Phosphate mit mittelgroßen Kationen und vorwiegend Fe–Mn eingeordnet sind. Panethit bildet hier zusammen mit Bobdownsit, Farringtonit, Ferromerrillit, Gurimit, Brianit, Stanfieldit, Strontiowhitlockit, Tuit, Whitlockit und Wopmayit eine eigenständige, aber unbenannte Gruppe bildet (Stand 2018).
Auch die seit 2001 gültige und von der IMA zuletzt 2009 aktualisierte 9. Auflage der Strunz’schen Mineralsystematik ordnet den Panethit in die Abteilung der „Phosphate usw. ohne zusätzliche Anionen; ohne H2O“ ein. Diese ist weiter unterteilt nach der relativen Größe der beteiligten Kationen, so dass das Mineral entsprechend seiner Zusammensetzung in der Unterabteilung „Mit mittelgroßen und großen Kationen“ zu finden ist, wo es als einziges Mitglied die unbenannte Gruppe 8.AC.65 bildet.
Die vorwiegend im englischen Sprachraum gebräuchliche Systematik der Minerale nach Dana ordnet den Panethit ebenfalls in die Klasse der „Phosphate, Arsenate und Vanadate“ und dort in die Abteilung der „Wasserfreie Phosphate etc.“ ein. Hier ist er als einziges Mitglied in der unbenannten Gruppe 38.01.06 innerhalb der Unterabteilung „Wasserfreie Phosphate etc. A+B2+XO4“ zu finden.

## Chemismus
Die Mikrosondenanalyse an sechs Körnern des Typmaterials aus dem Dayton-Meteoriten ergab eine durchschnittliche Zusammensetzung (Massenanteil) von 15,2 Gew.-% Na2O, 5,6 Gew.-% CaO, 0,9 Gew.-% K2O, 24,1 Gew.-% MgO, 5,3 Gew.-% FeO, 1,7 Gew.-% MnO und 47,7 Gew.-% P2O5.
Auf der Grundlage von 8 Sauerstoffatomen errechnet sich daraus die empirische Formel Na1,44K0,06Ca0,29Mg1,75Fe0,22Mn0,07P1,97O8, die zur Summenformel (Na,Ca,K)1,76(Mg,Fe,Mn)1,98(PO4)2 idealisiert und zur Verhältnisformel (Na,Ca,K)1-x(Mg,Fe2+,Mn)PO4 vereinfacht wurde.

## Kristallstruktur
Panethit kristallisiert monoklin in der Raumgruppe P21/n (Raumgruppen-Nr. 14, Stellung 2) mit den Gitterparametern a = 10,18 Å; b = 14,90 Å; c = 25,87 Å und β = 91,1° sowie 24 Formeleinheiten pro Elementarzelle.

## Bildung und Fundorte
Panethit bildet sich als seltene Komponente in Phosphatnestern in Eisenmeteoriten. An seiner Typlokalität im Dayton-Meteoriten fand sich das Mineral in Paragenese mit Brianit, Albit, Enstatit und Whitlockit. Als weitere Begleitminerale können unter anderem Graphit, Kamacit, Schreibersit, Sphalerit, Taenit und Troilit auftreten.
Außer im Dayton-Meteoriten fand sich Panethit bisher nur noch im annormalen IIE-Eisen-Meteoriten Elga, der 1959 nahe Oimjakon (englisch Oymyakonsky) in der Republik Sacha im Fernen Osten Russlands gefunden wurde, sowie im LL3.15-Chondriten Bishunpur (auch Parjabatpur), der 1895 nahe Bhadohi im indischen Bundesstaat Uttar Pradesh niederging.